# 芒尔
芒尔（法語：Manre，法語發音：[mɑ̃ʁ]）是法国大東部大區阿登省的一个市镇，属于武济耶区。

## 地理
芒尔（49°15'43"N, 4°39'54"E）面积18.5 平方千米，位于法国大東部大區阿登省，该省份为法国北部内陆省份，西接埃纳省，南至马恩省，东临默兹省，北与比利时接壤。
与芒尔接壤的市镇（或旧市镇、城区）包括：阿尔德伊和蒙福克塞勒、欧尔、马尔沃-维约、格拉特勒伊、索姆皮-塔于尔。

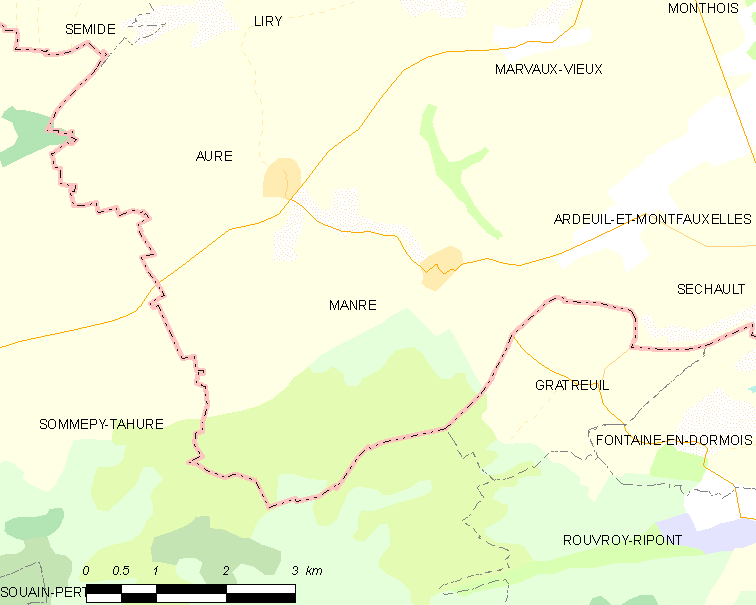
芒尔的OSM定位图

芒尔的时区为UTC+01:00、UTC+02:00（夏令时）。

## 行政
芒尔的邮政编码为08400，INSEE市镇编码为08271。

## 政治
芒尔所属的省级选区为阿蒂尼县。

## 人口

1962-2008年间芒尔人口变化图示

芒尔于2022年1月1日时的人口数量为105人。